# Штоб
Штоб (нім. Stoob) — ярмаркова громада округу Оберпуллендорф у землі Бургенланд, Австрія.
Штоб лежить на висоті   м над рівнем моря і займає площу  17,4 км². Громада налічує 1423 мешканців. 
Густота населення 82/км².  
|                               |
| Штоб на мапі округу та землі. |

 Адреса управління громади: Hauptstraße 72, 7344 Stoob. 

## Демографія
Історична динаміка населення міста за даними сайту Statistik Austria

## Галерея

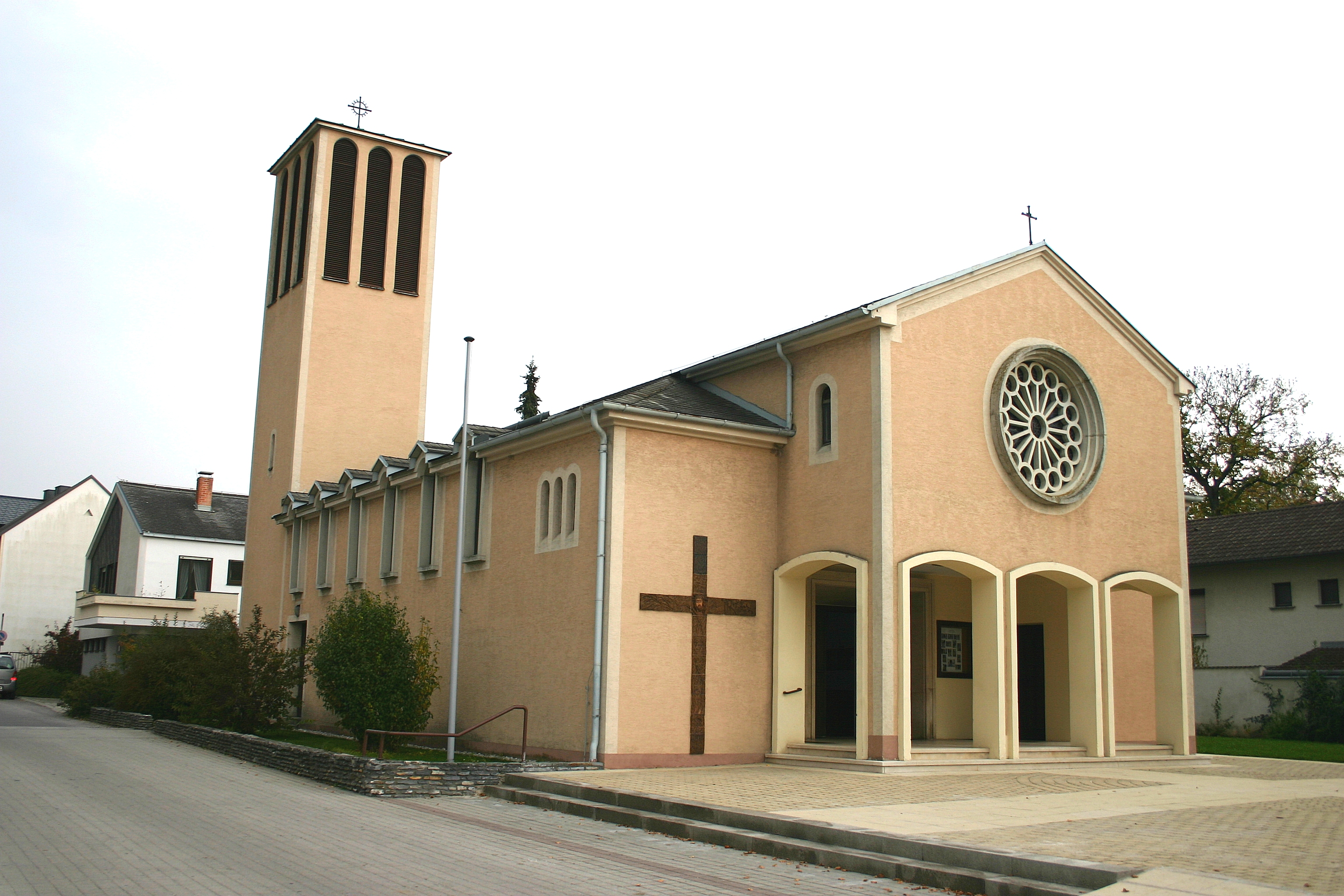
Католицька церква  святого Івана Хрестителя (1959)
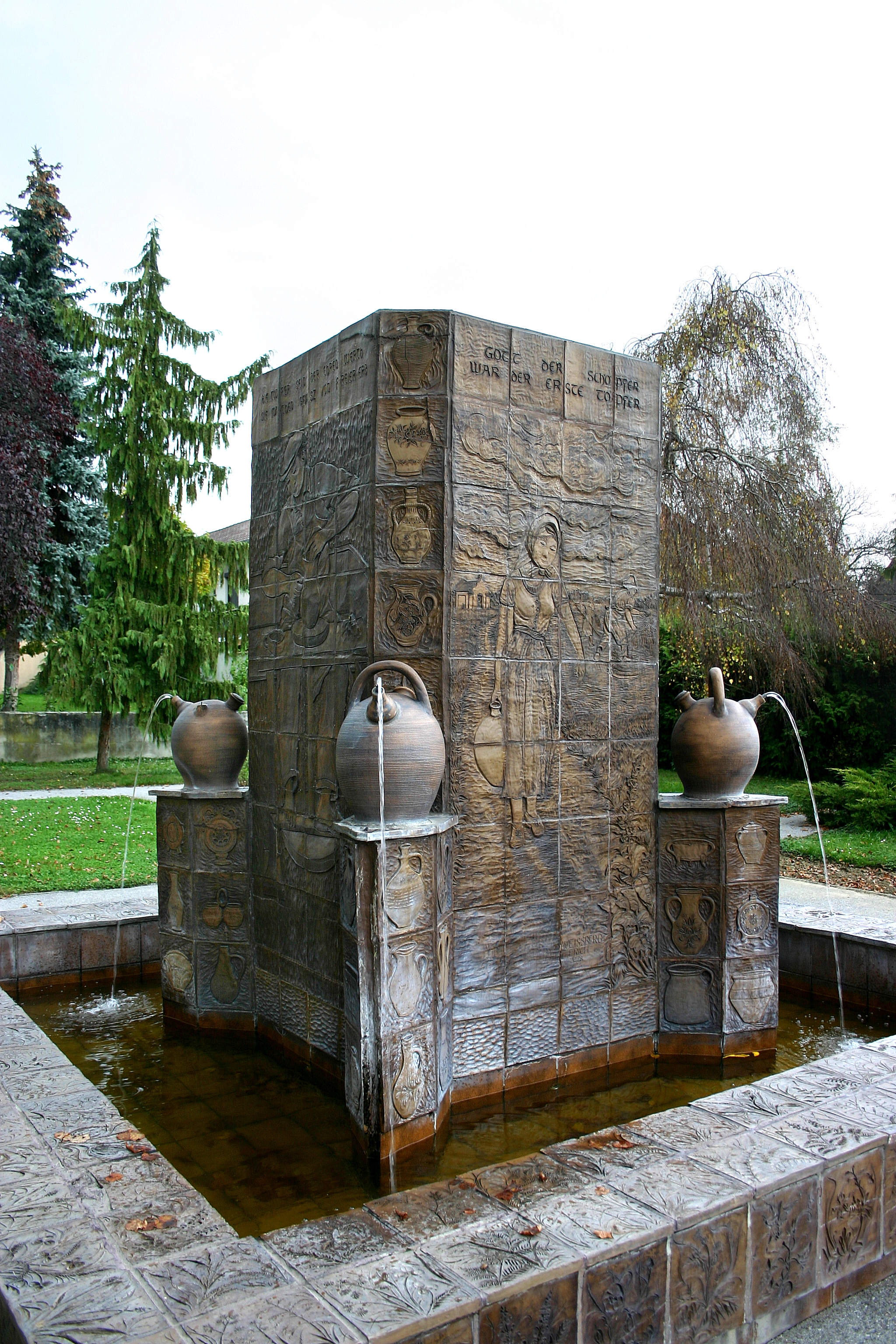
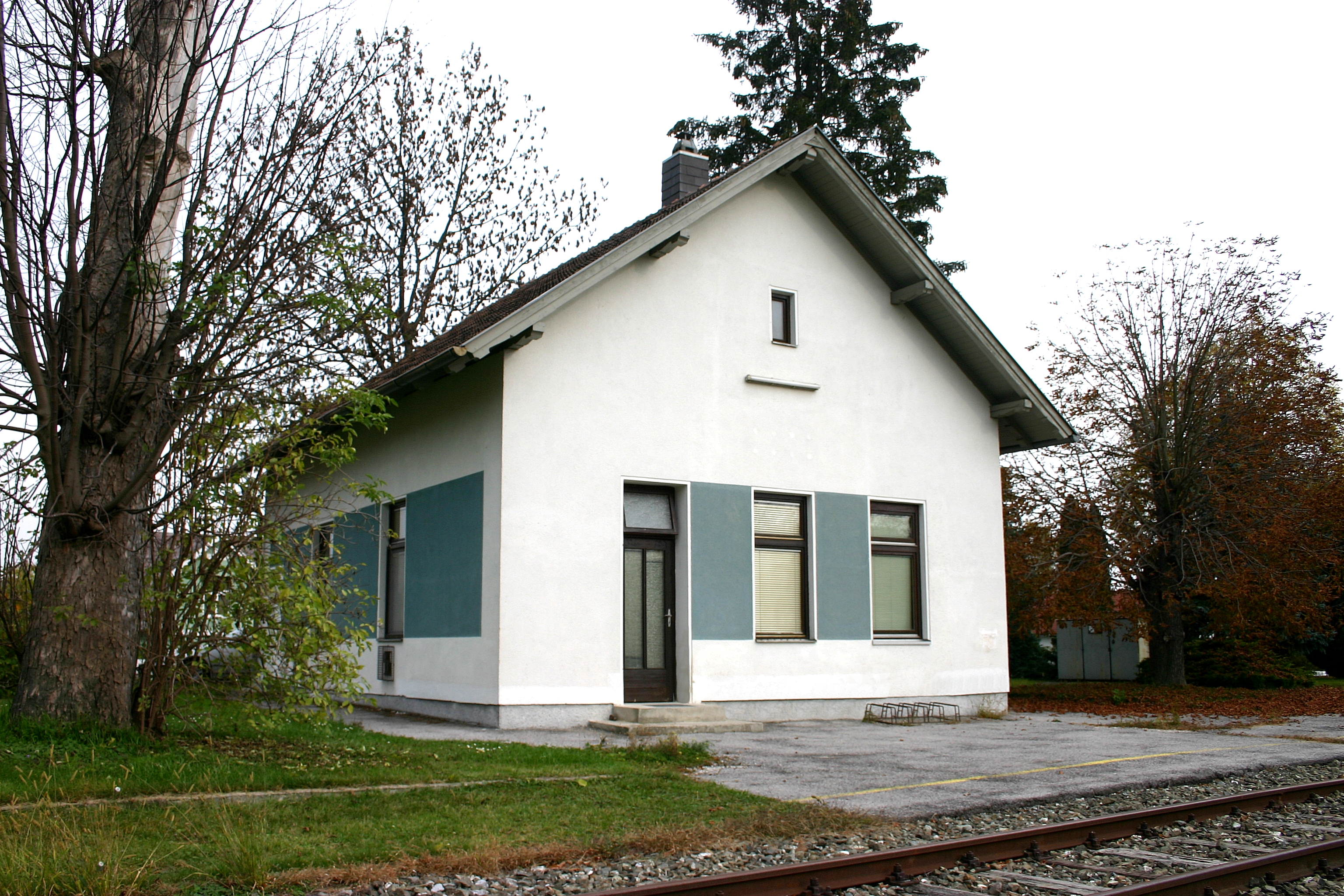
Залізнична станція

## Виноски
1. ↑  Dauersiedlungsraum der Gemeinden Politischen Bezirke und Bundesländer - Gebietsstand 1.1.2018 — Статистичне управління Австрії.
2. ↑  Einwohnerzahl 1.1.2018 nach Gemeinden mit Status, Gebietsstand 1.1.2018 — Статистичне управління Австрії.
3. ↑   www.stoob.at
4. ↑  Gemeindedaten von Stoob
5. ↑  Katalogzettel Österreichische Nationalbibliothek
6. ↑  Katalogzettel Österreichische Nationalbibliothek

| Австрія | Це незавершена стаття з географії Австрії. Ви можете допомогти проєкту, виправивши або дописавши її. |